# Шерил Удс
Шерил Удс (на английски: Sherryl Woods) е много плодовита американска писателка, авторка на произведения в жанровете любовен роман и романтичен криминален роман. Писала е и под псевдонимите Александра Кърк (Alexandra Kirk) и Сузан Шерил (Suzanne Sherrill).

## Биография и творчество
Шерил Удс е родена на 23 юли 1944 г. в Арлингтън, Вирджиния, САЩ, в семейството на счетоводителя Джордж Удс и Катрин Фит. Завършва държавния университет в Охайо с бакалавърска степен по журналистика през 1966 г.
След дипломирането си, в периода 1966 – 1969 г. работи като телевизионен и радио коментатор към вестник „Columbus Citizen“ в Кълъмбъс, през 1969 г. е журналист във вестник „Тудей“ в Коко Бийч, в периода 1969 – 1970 г. е редактор в „Палм Бийч Поуст“ в Палм Бийч, в периода 1970 – 1974 г. е редактор в „Columbus Citizen“ в Кълъмбъс, в периода 1974 – 1980 г. е редактор към секция „Lifestyle“ на вестник „Маями Нюз“ в Маями, и в периода 1981 – 1986 г. работи като координатор към мотивационната програмата CARE към Медицински център „Джаксън Мемориъл“ в Маями.
През 1982 г. е издаден първият ѝ любовен роман „Restoring Love“ (Възстановяване на любовта) под псевдонима Сузан Шерил, а през 1983 г. вторият „Sand Castles“ (Пясъчни замъци) под псевдонима Александра Кърк. През 1985 г. е издаден романът ѝ „Thrown for a Loss“ (Хвърлен на вятъра) под собственото ѝ име. През 1986 г. тя напуска работата си и се посвещава на писателската си кариера.
Освен романтичните си произведения пише и две криминални поредици – „Аманда Робъртс“ и „Моли Деуит“.
През 2009 г. е издаден романът ѝ „The Inn At Eagle Point“ от поредицата „Чесапийк Шор“. През 2016 – 2017 г. поредицата е екранизирана в едноименния телевизионен сериал с участието на Джеси Меткалф, Меган Ори и Барбара Нивън.
Член е на Асоциацията на писателите на любовни романи на Америка.
Шерил Удс живее със семейството си в Кей Бискейн, Флорида, и Колониъл Бийч, Вирджиния.

## Произведения

### Самостоятелни романи
- Restoring Love (1982) – като Сузан Шерил
- Sand Castles (1982) – като Александра Кърк
- Desirable Compromise (1984) – като Сузан Шерил
- Thrown for a Loss (1985)
- Images of Love (1986) – като Александра Кърк
- Not at Eight, Darling (1986)
Не в осем, скъпи!, изд.: „Арлекин България“, София (1992), прев. Андрей Андреев
- Yesterday's Love (1986)
- Come Fly with Me (1987)
- A Gift of Love (1987)
- Safe Harbor (1987)
- Never Let Go (1988)
- Edge of Forever (1988)
- Heartland (1988)
Земя за двама, изд.: „Арлекин България“, София (1993), прев. Георги Георгиев
- In Too Deep (1989)
- Tea and Destiny (1990)
- Fever Pitch (1991)
- My Dearest Cal (1991)
- Joshua and the Cowgirl (1991)
- One Step Away (1993)
- The Parson's Waiting (1994)
- Temptation (1996)
- Twilight (1997)
- Amazing Gracie (1998)
- The Adams Dynasty (2002)
- Bachelor – and Baby! (2003)
- Flamingo Diner (2003)
- Mending Fences (2007)

### Серия „Втори шанс в любовта“ (Second Chance at Love)
1. A Kiss Away (1986)
2. A Prince Among Men (1986)
3. All for Love (1986)
4. Two's Company (1987)
5. Best Intentions (1987)
6. Prince Charming Replies (1988)

### Серия „Аманда Робъртс“ (Amanda Roberts)
1. Reckless (1990)
2. Body and Soul (1989)
3. Stolen Moments (1990)
4. Ties That Bind (1991)
5. Bank on It (1993)
6. Hide and Seek (1993)
7. Wages of Sin (1994)
8. Deadly Obsession (1995)
9. White Lightning (1995)

### Серия „Моли Деуит“ (Molly DeWitt)
1. Hot Property (1992)
2. Hot Secret (1992)
3. Hot Money (1993)
4. Hot Schemes (1994)

### Серия „Клетви“ (Vows)
1. Love (1992)
2. Honor (1992)
3. Cherish (1992)
4. Kate's Vow (1993)
5. A Daring Vow (1993)
6. A Vow to Love (1994)

### Серия „Тринити Харбър“ (Trinity Harbor)
1. About That Man (2001)
Ах, тази Дейзи!, изд.: „Коломбина“, София (2003), прев. Цветана Генчева
2. Ask Anyone (2002)
3. Along Came Trouble (2002)

### Серия „Ключ за морски изглед“ (Seaview Key)
1. Seaview Inn (2008)
2. Home to Seaview Key (2014)

### Серия „Чесапийк Шор“ (Chesapeake Shores)
1. The Inn At Eagle Point (2009)
2. Flowers on Main (2009)
3. Harbor Lights (2009)
4. A Chesapeake Shores Christmas (2010)
5. Driftwood Cottage (2011)
6. Moonlight Cove (2011)
7. Beach Lane (2011)
8. An O'Brien Family Christmas (2011)
9. The Summer Garden (2012)
10. A Seaside Christmas (2013)
11. The Christmas Bouquet (2014)
12. Dogwood Hill (2014)
13. Willow Brook Road (2015)
14. Lilac Lane (2017)

### Серия „Океански бриз“ (Ocean Breeze)
1. Sand Castle Bay (2013)
2. Wind Chime Point (2013)
3. Sea Glass Island (2013)

### Участие в общи серии с други писатели

#### Серия „Кадифена ръкавица“ (Velvet Glove)
21. Jamaican Midnight (1985)
от серията има още 22 романа от различни автори

#### Серия „Това време, завинаги“ (This Time, Forever)
2. Next Time ... Forever (1990)
6. Can't Say No (1988)
10. One Touch of Moondust (1989)
от серията има още 7 романа от различни автори

#### Серия „Мъже на работа“ (Men at Work)
Miss Liz's Passion (1989)
от серията има още 7 романа от различни автори

#### Серия „Мъж на месеца“ (Man of the Month)
Dream Mender (1992)
Чудото на любовта, изд.: „Арлекин България“, София (1993), прев. Татяна Виронова
от серията има още 49 романа от различни автори

#### Серия „Мъже в униформа“ (Men in Uniform)
A Vow to Love (1994)
от серията има още 53 романа от различни автори

#### Серия „Тази специална жена!“ (That Special Woman!)
Riley's Sleeping Beauty (1995)
Unexpected Mommy (2015)
от серията има още 28 романа от различни автори

#### Серия „Винаги шаферка“ (Always A Bridesmaid)
Finally a Bride (1995)
от серията има още 4 романа от различни автори

#### Серия „Това е моето бебе!“ (That's My Baby!)
The Cowboy and His Baby (1996)
от серията има още 30 романа от различни автори

#### Серия „Женски път“ (Woman's Way)
50. A Love Beyond Words (2001)
от серията има още 49 романа от различни автори

##### Серия „Повече от думи“ (More Than Words)
4. More Than Words, Volume 4 (2008) – с Дженифър Арчър, Къртис Ан Матлок, Катлийн О'Брайън и Линда Милър
от серията има още 9 романа от различни автори

### Сборници
- So This Is Christmas (2004) – с Лиан Банки, Бевърли Бартън и Маргот Рано
- Dashing Through the Mall (2006) – с Дарлийн Гарднър и Холи Джейкъбс
- That Holiday Feeling (2009) – с Деби Макомбър и Робин Кар
- Summer Brides (2010) – с Сюзън Малъри и Сюзън Уигс

### Документалистика
A Small Town Love Story (2017)

### Екранизации
- 2016 – 2017 Chesapeake Shores – ТВ сериал, 19+ епизода, по поредицата